# Champaña-Ardenas
Champaña-Ardenas (en francés Champagne-Ardenne) fue una de las 22 regiones administrativas metropolitanas de Francia hasta 2015, que agrupaba cuatro departamentos: Aube, Ardenas, Alto Marne y Marne.
La región fue creada en aplicación del decreto de 22 de diciembre de 1789 y de 4 de mayo de 1790, durante la Revolución francesa y agrupa una parte de las antiguas provincias de Champaña, Argonne y del principado de Sedan. Durante el siglo XX, Champaña-Ardenas fue escenario de importantes batallas de la Primera y Segunda guerras mundiales.
Desde el 1 de enero de 2016, y según lo establecido en la ley n.º 2015-29, la región Champaña-Ardenas es fusionada con las regiones de Alsacia y de Lorena para formar la región administrativa del Gran Este.
Tiene una superficie de 25 606 km², que en términos de extensión es similar a la de Cerdeña.

## Historia
En la época romana,Durocortorum (Reims) fue la ciudad más poblada[cita requerida] al norte de Roma y nudo de comunicaciones. 
A principios de la Edad Media, en 496 Clodoveo I fue bautizado por San Remigio, en la basílica primitiva de Reims, razón por la cual Reims se convirtió en la ciudad de la consagración de los reyes de Francia, hasta la llegada de Carlos X.
Hacia el año 1000 el arzobispo de Reims Gerberto de Aurillac jugó un papel decisivo al ser nombrado papa con el nombre de Silvestre II, quien fue gran amigo del emperador Otón III.
Desde finales del siglo XII al siglo XIV, Champaña fue una región muy rica en ferias, las conocidas como ferias de Champaña: Lagny (en la actual región administrativa de la Isla de Francia), Provins, Troyes y Bar-sur-Aube eran las rutas de peregrinaje a Roma.
En 1792, la batalla de Valmy.

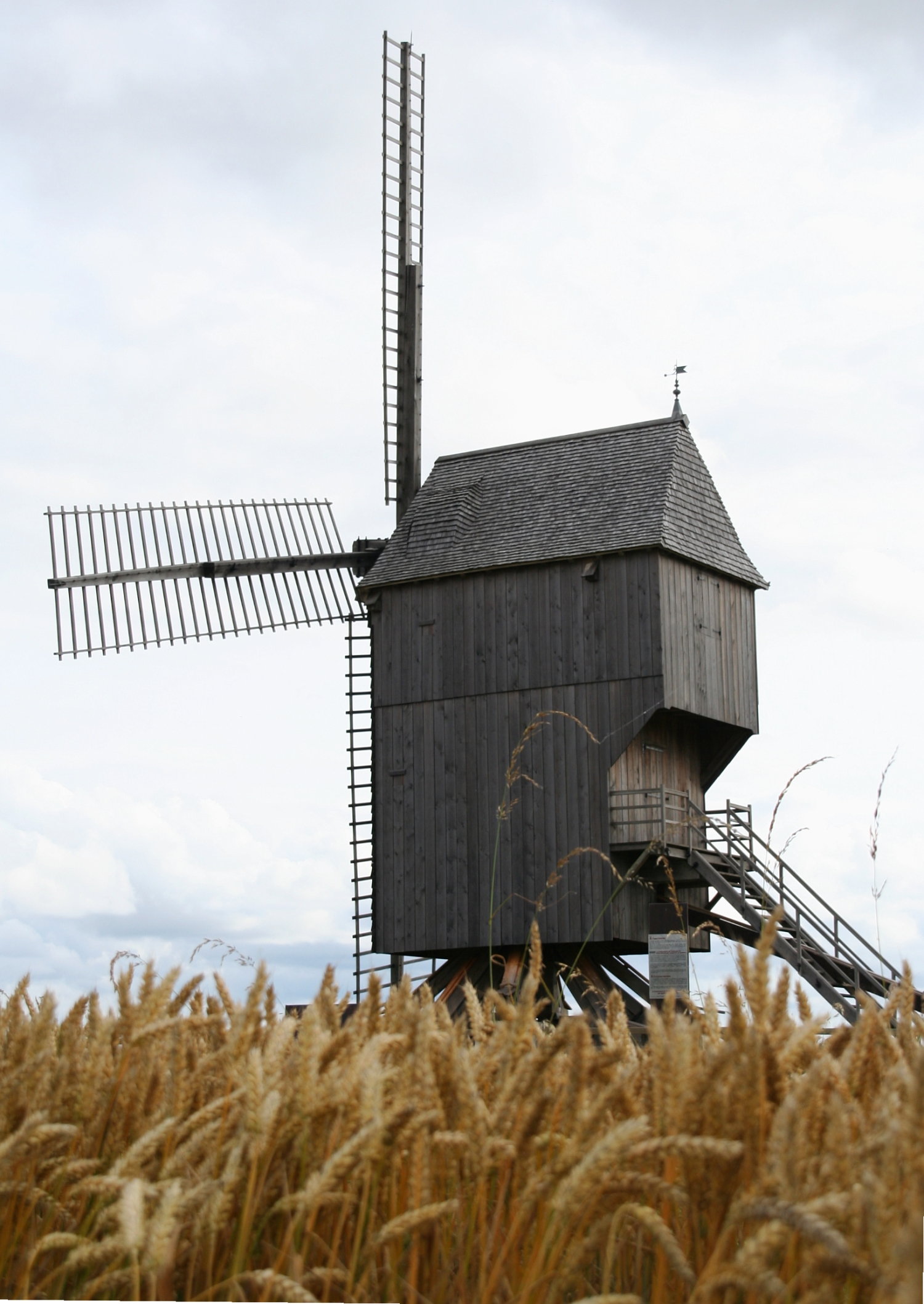
Molino de Valmy.

En 1871 tuvo lugar la batalla de Sedan en las Ardenas.
Durante la Primera Guerra Mundial, Champaña fue escenario de los primeros combates tras la Batalla del Marne, cercana a París (del 6 al 9 de septiembre de 1914): en el Camino de las Damas (primavera de 1917), y después la segunda Batalla del Marne (1918).
Durante la Segunda Guerra Mundial, las Ardenas fueron objeto de duros combates en 1940 (derrota francesa), después en 1944, contraofensiva de las Ardenas.
La ceremonia de reconciliación entre Francia y Alemania tuvo lugar en la catedral de Reims en presencia del General de Gaulle y el canciller Konrad Adenauer, celebrada por el cardenal François Marty.
En 1996, el papa Juan Pablo II visitó Reims para celebrar el 1500 aniversario del bautizo de Clodoveo y sus soldados por San Remigio.

## Geografía
La región de Champaña-Ardenas se sitúa al nordeste de Francia. Posee una frontera común con Bélgica. Tiene una superficie de 25 606 km².
La red hidrográfica, globalmente orientada al este-oeste, está dominada por el Sena, el Marne, el Aube, el Aisne (afluente del Oise) y el Mosa. Un dispositivo de evacuación frente a las crecidas del Sena protege la región parisina, comprende cuatro presas-depósito:
- En la cuenca del Marne, el lago del Der, el lago artificial más grande de Europa.
- En la cuenca del Sena, el lago de Oriente.
- En la cuenca del Aube, el lago del Templo, y el lago de Amance.

La región está comunicada por 460 km de autopistas repartidas en tres ejes:
- La autopista A34 Bélgica-Reims que pasa por Charleville-Mezieres y Sedan.
- La autopista A4, París-Estrasburgo que atraviesa en su corazón la ciudad de Reims.
- La autopista A5 París-Dijon, que pasa por Troyes y Chaumont.
- La autopista A26 Calais-Troyes, que pasa por Reims y Châlons. Se reúne con la A5 al este de Troyes.

La red ferroviaria se articula alrededor de tres líneas:
- París-Estrasburgo que sigue el valle del Marne, vía Épernay, Châlons-en-Champagne y Vitry-le-François. Este eje será pronto reforzado por la línea LGV Este, línea de alta velocidad cuyo trazado será modificado hacia el norte para comunicarse con Reims que dispondrá de una nueva estación denominada, provisionalmente, Champaña-Ardenas TGV y que estará situada en el distrito de Bezannes.
- París-Charleville-Mézieres, que comunica Reims, Épernay, Rethel.
- París-Basilea que sigue el valle del Sena, vía Romilly-sur-Seine, Troyes, Chaumont y Langres. Este eje no electrificado está en peligro por la política de rentabilidad de la SNCF, podría desaparecer en provecho de la futura línea de TGV París-Dijon-Basilea.

La red navegable se articula a través principalmente del canal lateral al río Marne, que une Vitry-le-François a Dizy (después prosigue por el Marne canalizado hasta Alfortville), el canal del Marne-Rin, que une Marne a Vitry-le-François al Rhin en Estrasburgo y el canal del Este, que une el Mosa y el Mosela al Saona partiendo de Givet.
La región cuenta con el Aeropuerto de Châlons-Vatry, antigua base aérea de la USAF reconvertida en aeropuerto civil. Este aeropuerto posee una amplia pista de 3650 m y cuenta con escaso tráfico, por lo que es una alternativa a los congestionados aeropuertos de París, pese a estar a más de 150 km de esta ciudad.

## Economía
El 61,4 % del territorio está dedicado a la agricultura.
- Ocupa el primer lugar nacional por su producción de cebada y alfalfa para la deshidratación.
- 2º lugar nacional por la producción de remolacha industrial, cebollas y guisantes proteínicos.
- 3º lugar nacional por la producción de trigo blando y de colza.
- 28 237 hectáreas de viñedos.
- Ventas anuales de botellas de champaña en 2001: 263 millones de botellas (progresión del 4% respecto a 2000, 37,6% dedicadas a la exportación.
- 25 % de la producción francesa de géneros de punto.
- 3ª región metalúrgica de Francia.

## Agroalimentación
- Con una recolección de 2,5 millones de toneladas, la cooperativa Champaña-Cereales, es el primer grupo de cereales de Europa. Reagrupa 9.300 agricultores y asume, no solo la comercialización y trasformación de los cereales y granos proteínicos en diversas fábricas: malta, harina, maíz, almidón, alimentación para animales y biocarburantes.
- Béghin-Say: azucarera en Connantre, cerca de Reims, destilería en Morains, cerca de Châlons.
- Grupo Soufflet en Nogent-sur-Seine, primer recolector privado de cereales en Francia, primer exportador francés de cereales, primer harinero europeo, cuarto en malta mundial, primer recolector de maíz europeo, tercer grupo francés recolector de arroz.
- Jacquot Troyes, Chocolatería, confitería con 711 empleados.

## Industria
- VMC (cristalerías mecánicas de Champaña) en Reims, grupo Danone, especializado en el cristal hueco (embalajes alimentarios, tarros) décimo productor europeo en cristal hueco.
- PUM (grupo Arcelor) productos metalúrgicos en Reims.
- Vallourec, en Vitro-le-François, componentes automovilísticos.
- Petit Bateau, Troyes, textil/género de punto, 1.148 trabajadores.
- Devanlay, Troyes, textil/género de punto, 1.037 trabajadores.
- Cléber, La Chapelle-Saint-Luc, Industria de caucho, 987 trabajadores.
- Dumeste, Bar-sur-Aube, fábrica de muebles, 975 trabajadores.
- SMPA (grupo SIMPA), Vendeuvre-sur-Barse, ventanas, puertas, 747 trabajadores.
- Petitjean, Saint-André-Ies-Vergres, mástiles, postes de alumbrado, 730 trabajadores.
- Vachette, Troyes, chapas, cilindros, 720 trabajadores.
- PSA, Les Ayvelles, fundición, 2.700 trabajadores.

## Demografía
La población regional empezó a disminuir en 1982 debido al éxodo rural. Con solo el 0,5 % de la población nacional y una densidad de 52 habitantes/km², Champaña-Ardenas se sitúa entre las regiones francesas menos pobladas.

## Cultura y turismo

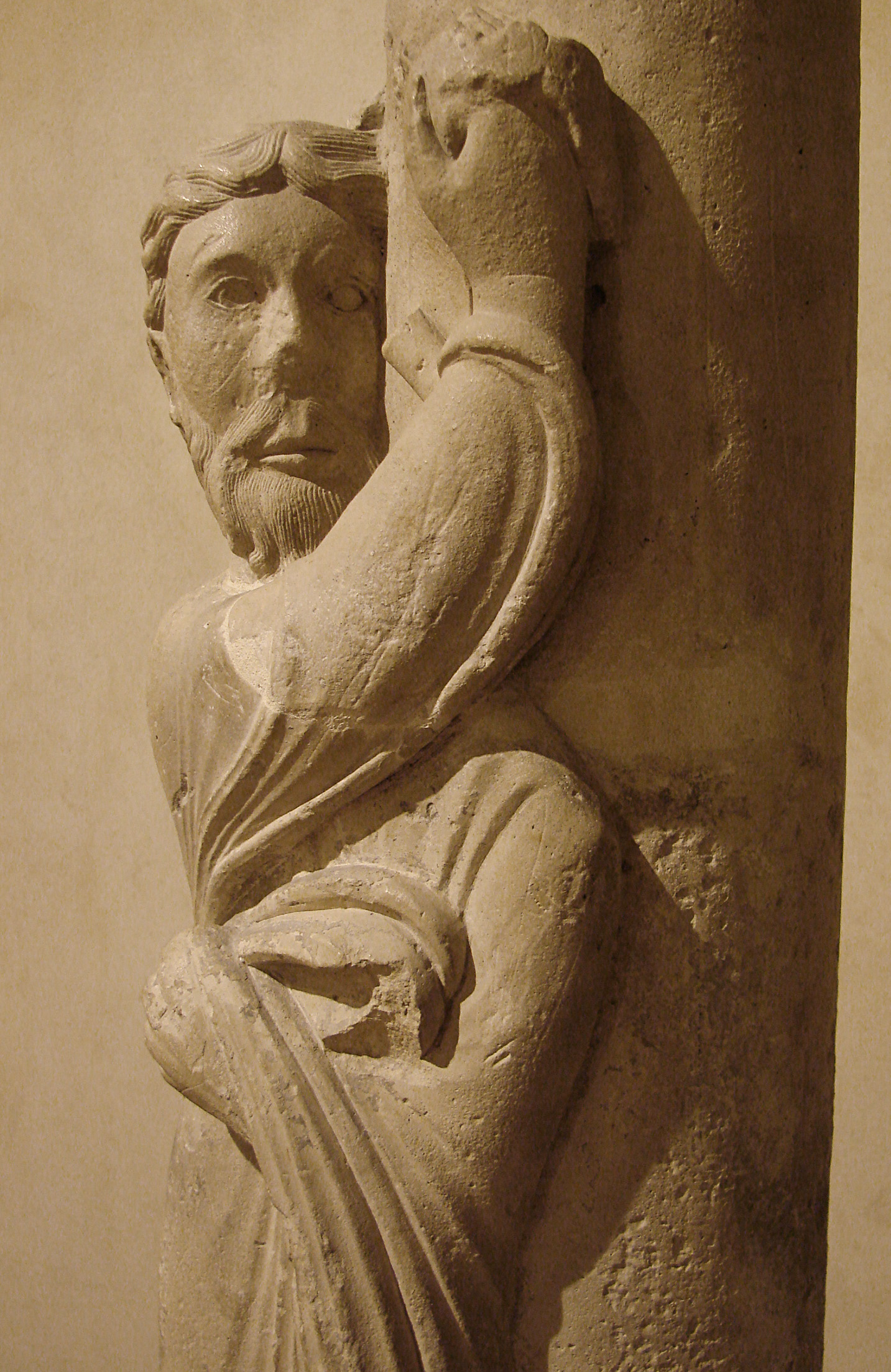
Claustro Notre Dame-en-Vaux Châlons.

650 km de vías navegables y 8 estanques o lagos (el Lac du Der-Chantecoq, es el lago artificial más grande de Europa) reservados para el turismo.
Champaña es conocida por sus prestigiosos vinos espumosos, en particular de champán, el vino espumoso originario de la región. Los lugares e itinerarios se diversifican al ir descubriendo el patrimonio y la gastronomía: Troyes y sus antiguas mansiones, Châlons-en-Champagne y su Claustro, Langres y sus murallas; Épernay y las orillas de Marne, Reims, Colombey-les-Deux-Églises.
Una curiosidad natural del parque natural de la Montaña de Reims son las faux de Verzy.
La región cuenta con equipos profesionales de fútbol (Stade de Reims y Troyes) y baloncesto (Champagne Châlons Reims Basket). Asimismo, el UCI Europe Tour realiza allí varias carreras de ciclismo en ruta: la Chrono Champenois, el Circuito de las Ardenas y la París-Troyes. Entre las décadas de 1920 y 1970, el circuito rutero de Reims-Gueux albergó carreras internacionales de automovilismo tales como el Gran Premio de Francia, el Gran Premio de Francia de Motociclismo y las 12 Horas de Reims.